# Copa Punta del Este de 1981
A Copa Punta del Este de 1981 foi a primeira e única edição desta competição amistosa de futebol. Teve como participantes o Flamengo, o Grêmio, o Peñarol e um selecionado da cidade de Maldonado, do Uruguai. O troféu foi disputado em sistema de mata-mata no Estádio Domingo Burgueño, localizado em Maldonado, no Uruguai, e no Estádio Olímpico, em Porto Alegre.
A partida entre Grêmio e o Selecionado de Maldonado, válida pela semifinal do torneio, foi igualmente válida pelo Troféu Torre del Vigia

## Informações gerais
Durante a organização do torneio houve diversos contratempos, sendo os rivais da disputas alterados diversas vezes. O Talleres e o Nacional-URU foram especulados como possíveis participantes, mas acabaram não fazendo parte do certame.
O torneio foi cercado de polêmicas. Inicialmente, a ausência de informações a respeito dos adversários chegou a gerar desconforto entre organizadores e dirigentes do Flamengo, sendo que o clube chegou a embarcar para o Uruguai sem saber contra quem faria seu jogo de estreia. Após a realização da semifinal, onde Grêmio e Flamengo eliminaram os clubes uruguaios, somado a um temporal na região, o torneio foi adiado, sendo que os dirigentes do Flamengo chegaram a acusar os organizadores da competição de terem buscado uma final entre Grêmio e Peñarol, tendo cancelado a final pela ausência dos uruguaios. Por fim, o entrave no pagamento da cota aos clubes, na ordem de 25 mil dólares, gerou polêmicas, só resolvida por um acordo entre os clubes e organizadores e a realização de outra partida no Brasil em momento futuro.
A partida entre Grêmio e o Selecionado de Maldonado, válida pela semifinal do torneio, foi igualmente válida pelo Troféu Torre del Vigia. O jogo foi realizado em 25 de fevereiro, terminou com vitória pelo placar de 4x0, gols de Baltazar, Héber, Tarciso e Vilson Tadei. A final da competição foi adiada, sendo disputada em 21 de maio, no Estádio Olímpico. Após um empate em 1x1 no tempo normal - gols de De León e Nunes, para Grêmio e Flamengo respectivamente - a partida foi decidida nos pênaltis. Porém, o empate persistiu - 7x7 - e o título foi decidido no cara ou coroa, que foi vencido pelo Flamengo.[carece de fontes?]

## Participantes
- Peñarol
- Selecionado de Maldonado
- Flamengo
- Grêmio

## Confrontos
|  | Semifinais | Semifinais               | Semifinais |  |  | Final | Final    | Final |
|  |            |                          |            |  |  |       |          |       |
|  |            | Selecionado de Maldonado | 0          |  |  |       |          |       |
|  |            | Grêmio                   | 4          |  |  |       |          |       |
|  |            |                          |            |  |  |       | Flamengo | 1 (7) |
|  |            |                          |            |  |  |       | Grêmio   | 1 (7) |
|  |            | Peñarol                  | 0          |  |  |       |          |       |
|  |            | Flamengo                 | 3          |  |  |       |          |       |

### Semifinal 1
- Por ter vencido a partida, o Grêmio levou para a casa o Troféu Torre del Vigia

| 25 de fevereiro de 1981 | Selecionado de Maldonado | 0 – 4 | Grêmio                                                      | Estádio Domingo Burgueño, Maldonado, Uruguai |
|                         |                          |       | 29' Baltazar · 77' Héber · 84' Tarciso · 89' Vilson Tadei · | Árbitro: URU Roque Cerullo                   |

|                |  |           |    |    |
|                |  |           |    |    |
| G              |  | Fernández |    |    |
| LD             |  | Merati    |    |    |
| Z              |  | Cajica    |    | a' |
| Z              |  | González  |    |    |
| LE             |  | Garcia    |    |    |
| V              |  | Gonçalves |    |    |
| V              |  | Martirena |    |    |
| M              |  | Ferraro   |    |    |
| A              |  | Silveira  |    | b' |
| A              |  | Santos    |    |    |
| A              |  | Paz       |    |    |
| Substituições: |  |           |    |    |
| M              |  | Carrion   | a' |    |
| A              |  | Moreira   | b' |    |
| Treinador:     |  |           |    |    |
| Desconhecido   |  |           |    |    |

|                |  |               |    |    |
|                |  |               |    |    |
| G              |  | Emerson Leão  |    |    |
| LD             |  | Uchôa         |    | a' |
| Z              |  | Vicente       |    |    |
| Z              |  | Hugo de León  |    |    |
| LE             |  | Dirceu        |    |    |
| V              |  | China         |    |    |
| V              |  | Paulo Isidoro |    |    |
| M              |  | Renato Sá     |    | b' |
| A              |  | Tarciso       |    |    |
| A              |  | Baltazar      |    | c' |
| A              |  | Odair         |    |    |
| Substituições: |  |               |    |    |
| M              |  | Casemiro      | a' |    |
| M              |  | Vilson Taddei | b' |    |
| A              |  | Héber         | c' |    |
| Treinador:     |  |               |    |    |
| Ênio Andrade   |  |               |    |    |

### Semifinal 2
| 26 de fevereiro de 1981 | Peñarol | 0 – 3    | Flamengo                         | Estádio Domingo Burgueño, Maldonado, Uruguai |
|                         |         | Detalhes | 42' Anselmo · 48' Lino · 54' Peu |                                              |

| Peñarol | Flamengo |

|                |  |                   |    |    |
|                |  |                   |    |    |
| G              |  | Fernando Álvez    |    |    |
| LD             |  | Gustavo Fernández |    |    |
| Z              |  | Walter Olivera    |    | a' |
| Z              |  | Nelson Marcenaro  |    |    |
| LE             |  | Morales           |    |    |
| V              |  | Falero            |    |    |
| V              |  | Mario Saralegui   |    | b' |
| M              |  | Rubén Paz         |    |    |
| A              |  | Yalson            |    | c' |
| A              |  | Arias             |    |    |
| A              |  | Venancio Ramos    |    |    |
| Substituições: |  |                   |    |    |
|                |  | Cáceres           | a' |    |
|                |  | Vieira            | b' |    |
|                |  | Piazza            | c' |    |
| Treinador:     |  |                   |    |    |
| Luis Cubilla   |  |                   |    |    |

|                |    |                 |    |    |
|                |    |                 |    |    |
| G              | 1  | Raul Plassmann  |    |    |
| LD             | 2  | Leandro         |    |    |
| Z              | 3  | Lula Pereira    |    |    |
| Z              | 4  | Marinho         |    |    |
| LE             | 6  | Carlos Alberto  |    |    |
| V              | 8  | Adílio          |    |    |
| V              | 5  | Andrade         |    |    |
| M              | 10 | Peu             |    | a' |
| A              | 7  | Lino            |    | b' |
| A              | 9  | Anselmo         |    |    |
| A              | 11 | Carlos Henrique |    |    |
| Substituições: |    |                 |    |    |
| Z              |    | Rondinelli      | a' |    |
| V              |    | Vitor           | b' |    |
| Treinador:     |    |                 |    |    |
| Dino Sani      |    |                 |    |    |

### Final
| 21 de maio de 1981 | Grêmio           | 1 – 1 (7 – 7 pen)      | Flamengo  | Estádio Olímpico, Porto Alegre, Brasil |
| 22:35              | Hugo de León 29' | Detalhes Ficha Técnica | 39' Nunes | Árbitro: Roque José Gallas             |

Nos pênaltis: Grêmio 7 x 7 Flamengo. Após persistir o empate na disputa de pênaltis, os dirigentes contrariando o árbitro, decidiram o jogo num sorteio (moeda), no qual o Flamengo foi o vencedor.
| Grêmio | Flamengo |

|                |  |               |    |    |
|                |  |               |    |    |
| G              |  | Emerson Leão  |    |    |
| LD             |  | Uchôa         |    |    |
| Z              |  | Vantuir       |    |    |
| Z              |  | Hugo de León  |    |    |
| LE             |  | Casemiro Mior |    |    |
| V              |  | China         |    |    |
| V              |  | Bonamigo      |    | a' |
| M              |  | Vilson Taddei |    |    |
| A              |  | Tarciso       |    |    |
| A              |  | Baltazar      |    |    |
| A              |  | Paulo Matos   |    | b' |
| Substituições: |  |               |    |    |
| M              |  | Flávio        | a' |    |
| A              |  | Héber         | b' |    |
| Treinador:     |  |               |    |    |
| Ênio Andrade   |  |               |    |    |

|                |    |                   |    |    |
|                |    |                   |    |    |
| G              | 1  | Cantareli         |    |    |
| LD             | 2  | Nei Dias          |    |    |
| Z              | 3  | Rondinelli        |    |    |
| Z              | 4  | Marinho           |    |    |
| LE             | 6  | Carlos Alberto    |    |    |
| V              | 5  | Leandro           |    |    |
| V              | 8  | Andrade           |    | a' |
| M              | 10 | Carpegiani        |    |    |
| A              | 7  | Chiquinho Carioca |    | b' |
| A              | 9  | Nunes             |    |    |
| A              | 11 | Baroninho         |    |    |
| Substituições: |    |                   |    |    |
| M              |    | Reinaldo Potiguar | a' |    |
| A              |    | Peu               | b' |    |
| Treinador:     |    |                   |    |    |
| Dino Sani      |    |                   |    |    |

## Premiação
| Copa Punta del Este de 1981  |
| Brasil                       |
| ---------------------------- |
| Flamengo Campeão (1º título) |